# Starý Samechov
Starý Samechov (německy Alt Samechow) je malá vesnice, část obce Řendějov v okrese Kutná Hora. Nachází se asi 1,5 kilometru severovýchodně od Řendějova. Prochází zde silnice II/336. Starý Samechov leží v katastrálním území Řendějov o výměře 8,38 km².

## Historie
První písemná zmínka o vesnici pochází z roku 1380.